# لجنة النمو
لجنة النمو (بالإنجليزية: Growth Commission) أو لجنة النمو والتنمية (بالإنجليزية: Commission on Growth and Development) هي هيئة مستقلة يرأسها الاقتصادي الأمريكي مايكل سبنس وتضم 22 من صانعي السياسات والأكاديميين وقادة الأعمال لدراسة مختلف جوانب النمو الاقتصادي والتنمية.
تأسست اللجنة في عام 2006، وبدأت في تقييم حالة المعرفة النظرية والتجريبية بشأن النمو الاقتصادي بهدف رسم الآثار المترتبة على السياسات بالنسبة لصانعي السياسات الحاليين والمستقبليين. وتوج عملها بإصدارين: تقرير النمو: استراتيجيات للنمو المستدام والتنمية الشاملة في مايو 2008، وتقرير خاص عن النمو بعد الأزمة في البلدان النامية في أكتوبر 2009. كما نشرت اللجنة خمسة مجلدات مواضيعية وما يقرب من 70 ورقة عمل. تمت رعاية عمل لجنة النمو من قبل حكومات أستراليا وهولندا والمملكة المتحدة والسويد ومؤسسة ويليام وفلورا هيوليت ومجموعة البنك الدولي. انتهت أنشطة المجموعة رسميًا في يونيو 2010.

## المفوضين
- مونتيك أهلواليا (الهند) وزيرا للتخطيط.
- إدمار باشا (البرازيل) عضو مجلس إدارة بانكو إيتاو والرئيس السابق للبنك الوطني للتنمية الاقتصادية والاجتماعية.
- الدكتور بوديون (إندونيسيا) الوزير المنسق للشؤون الاقتصادية.
- اللورد جون براون (بريطانيا العظمى) الرئيس التنفيذي السابق لشركة البترول البريطانية.
- كمال درويش (تركيا) مدير برنامج الأمم المتحدة الإنمائي، وزير مالية تركيا الأسبق.
- أليخاندرو فوكسلي (شيلي) وزير الخارجية.
- هان دوك سو (كوريا) رئيس اللجنة الرئاسية لتسهيل إنهاء اتفاقية التجارة الحرة بين كوريا والولايات المتحدة.
- جوه تشوك تونغ (سنغافورة) الوزير الأول ورئيس سلطة النقد في سنغافورة.
- دانوتا هوبنر (بولندا) عضو المفوضية الأوروبية.
- كارين جايمتين (السويد) الوزيرة السابقة للتعاون الإنمائي الدولي.
- بابلو كوتشينسكي (بيرو) رئيس الوزراء السابق.
- داني لايبزيغر (الولايات المتحدة الأمريكية) نائب رئيس البنك الدولي.
- تريفور مانويل (جنوب أفريقيا) وزيرا للمالية.
- محمود محيي الدين (مصر) وزيرا للاستثمار.
- نجوزي أوكونجو إيويالا (نيجيريا) المدير العام للبنك الدولي.
- روبرت روبين (الولايات المتحدة الأمريكية) رئيس اللجنة التنفيذية وعضو مكتب رئيس سيتي قروب، هو وزير الخزانة الأمريكية السابق.
- روبرت سولو (الولايات المتحدة الأمريكية) أستاذ فخري معهد ماساتشوستس للتكنولوجيا.
- مايكل سبنس (الولايات المتحدة الأمريكية) الحائز على جائزة نوبل، ورئيس لجنة النمو، والعميد السابق لكلية ستانفورد لإدارة الأعمال.
- دوايت فينر (سانت كيتس ونيفيس جزر الهند الغربية) محافظ بنك شرق الكاريبي.
- هيروشي واتانابي (اليابان) الرئيس والمدير التنفيذي لبنك اليابان للتعاون الدولي.
- إرنستو زيديلو (المكسيك) مدير مركز دراسات العولمة في جامعة ييل، والرئيس السابق للمكسيك.
- زهو شياوتشوان (الصين) محافظ بنك الشعب الصيني.